# Helena Unierzyska

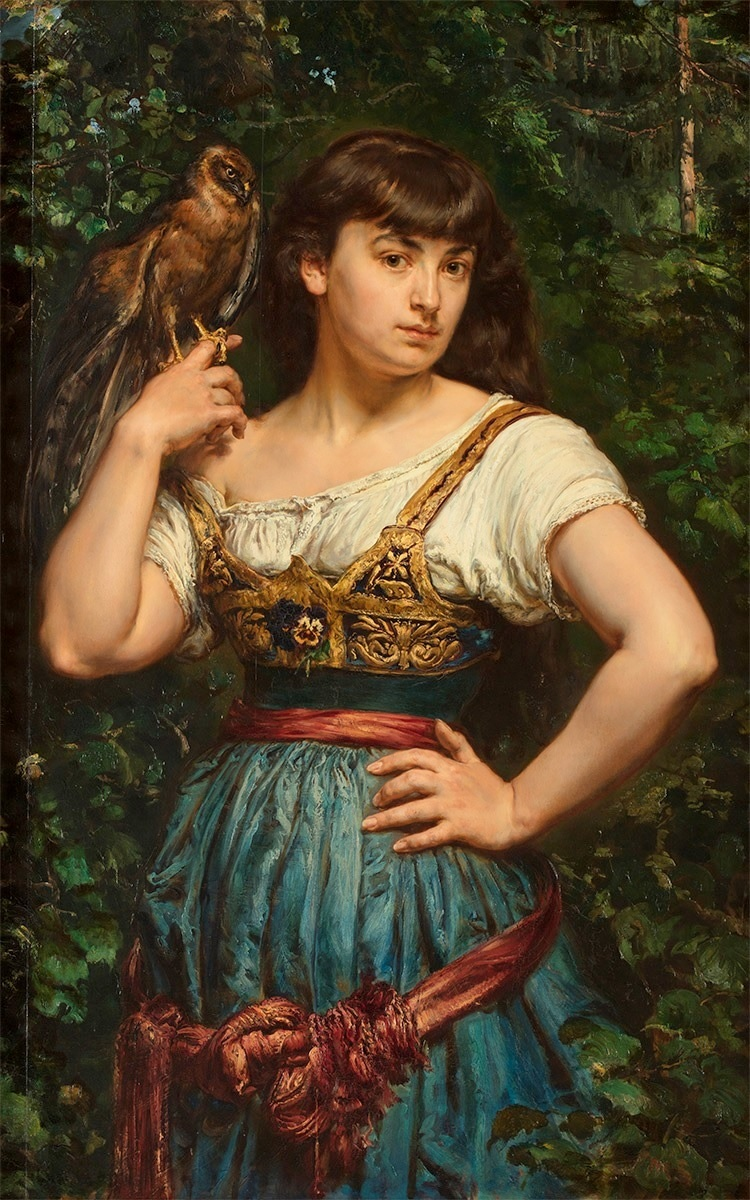
Helena Matejko của Jan Matejko, khoảng năm 1883

Helena Unierzyska nhũ danh Matejko (sinh ngày 6 tháng 4 năm 1867 – mất ngày 11 tháng 10 năm 1932), là một họa sĩ và nhà điêu khắc người Ba Lan. Bà là con gái của họa sĩ quốc dân Ba Lan Jan Matejko và vợ ông là Teodora Giebułtowska. Vợ ông thường làm mẫu cho ông vẽ tranh. Con gái Helena, một trong năm người con của họ, cũng được mọi người biết đến nhiều nhất với công việc làm người mẫu trực tiếp cho nhiều bức chân dung biểu tượng của cha, chứ bà không phải là một họa sĩ đầy đam mê với công việc hội họa.

## Tiểu sử
Lúc còn bé, bà sống với cha mẹ ở Krzesławice, ngoại ô Kraków. Bà rất ốm yếu khi còn nhỏ. Helena thường hỗ trợ cha trong các chuyến đi vẽ tranh và trong các buổi làm việc hàng ngày ở xưởng vẽ. Vào ngày 24 tháng 6 năm 1891, bà kết hôn với họa sĩ Józef Unierzyski. Ông là một trong những học trò của cha bà tại Học viện Mỹ thuật Jan Matejko. Đáng chú ý là mẹ bà không chấp nhận cặp đôi đến với nhau và đã không tham dự lễ cưới của họ.
Sau khi cưới, hai vợ chồng đến sống ở Boleń, một ngôi làng gần Kraków. Họ không có con riêng với nhau, nhưng bà có nhận nuôi những đứa trẻ trong làng. Helena là một người yêu nước. Bà đã giúp đỡ các nạn nhân Ba Lan trong Chiến tranh thế giới thứ nhất và được tổng thống Stanisław Wojciechowski trao tặng Thập tự Độc lập trong thời kỳ Đệ Nhị Cộng hòa Ba Lan.